# Dorcadion pseudinfernale
Dorcadion pseudinfernale là một loài bọ cánh cứng trong họ Cerambycidae.